# Ginásio Gigantinho

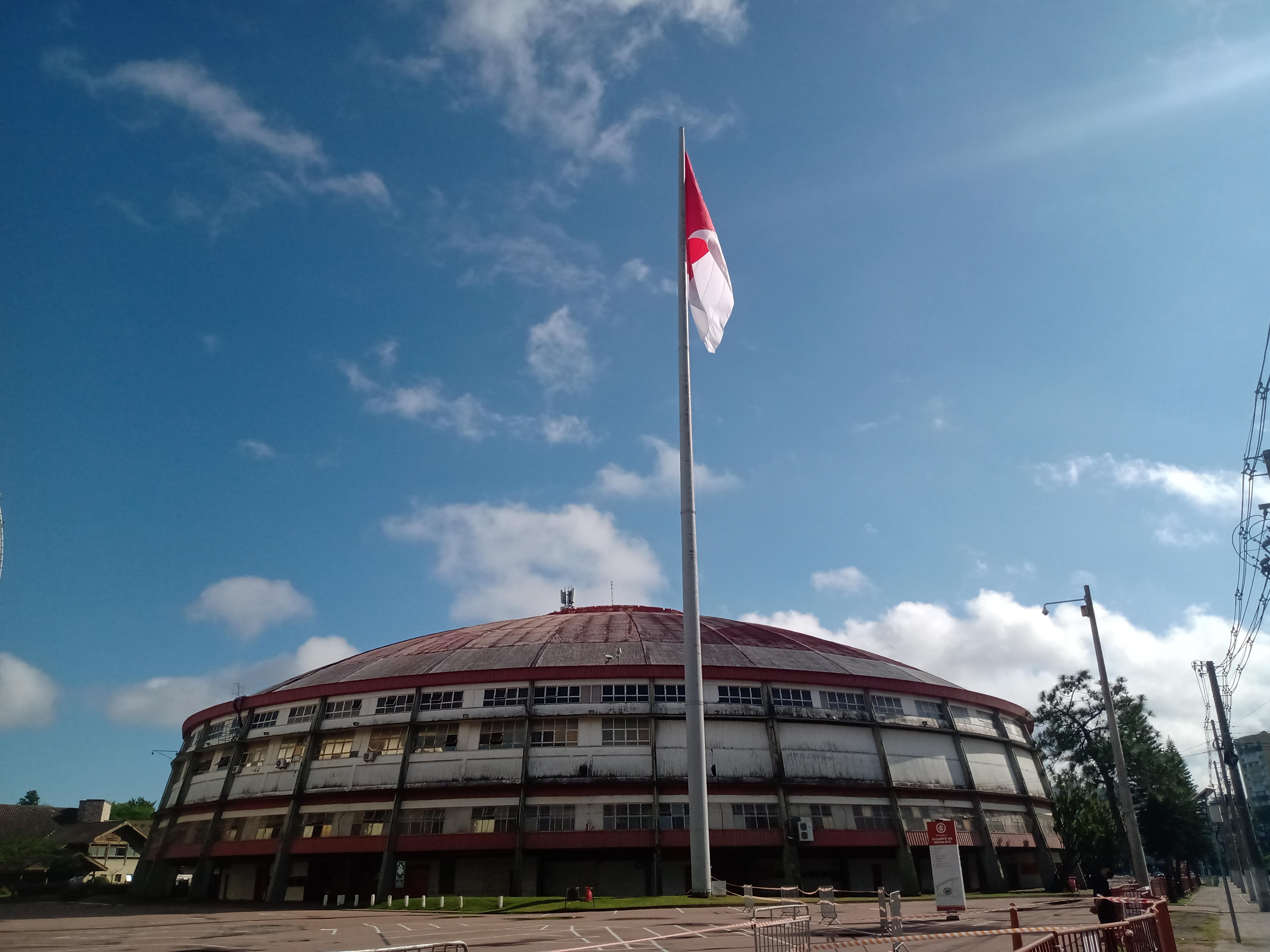
Gigantinho em 2021

O Ginásio Gigantinho é um ginásio poliesportivo brasileiro, situado na cidade de Porto Alegre, no Rio Grande do Sul. Está integrado ao Complexo do Estádio Beira-Rio, do Sport Club Internacional. Nele está localizada a sede da FECI (Fundação de Educação e Cultura do Sport Club Internacional).

## História
Foi inaugurado em 4 de novembro de 1973 e apresenta capacidade atual de 5 080 pessoas, além de 11 cabines destinadas à imprensa, 13 banheiros (seis femininos, seis masculinos e um para deficientes físicos), seis vestiários, 11 bares e seis portões de acesso. No "Gigantinho" são realizados jogos de futsal, além de eventos musicais, culturais e educacionais.
Tem a alcunha Gigantinho porque o Internacional carrega o apelido "Gigante", e cujo estádio é conhecido como Gigante da Beira-Rio.
Apesar de também servir para a prática de esportes, o Gigantinho é mais conhecido por ser o maior local para shows e espetáculos de grande porte na cidade. E, por isso, passará por uma reforma para melhoria das instalações integrada ao projeto Gigante Para Sempre que prevê reformulação total de todo o Complexo do Estádio Beira-Rio.
Em 1996, o Gigantinho sediou a Copa Intercontinental de Futsal Interclubes. Na final a equipe Inter/Ulbra bateu o Barcelona por 4 a 2.
Em 1997, o Gigantinho foi palco para o Desafio da América, duelo de tênis entre o brasileiro Gustavo Kuerten e o chileno Marcelo Rios.
Em 2003, sediou alguns dos eventos do Fórum Social Mundial.
Duas vezes por ano, o jornal Zero Hora utilizava o Gigantinho para provas de simulação de vestibular.
Em 2009, o Gigantinho sediou partidas válidas pela Repescagem do Grupo Mundial da Copa Davis, entre as equipes do Brasil e do Equador.
No dia 28 de outubro de 2011, o ginásio sediou a primeira edição do Kumite MMA Combate.
O ginásio ainda costuma ser utilizado para assembleias de sindicatos, como o CPERS, sindicato dos professores do ensino público estadual rio-grandense.

## Shows

### Nacionais
- Belo (2007)[10]
- Calypso (2006, 2008)[11]
- Comunidade Nin-Jitsu (2002)
- Dead Fish
- Dr. Sin

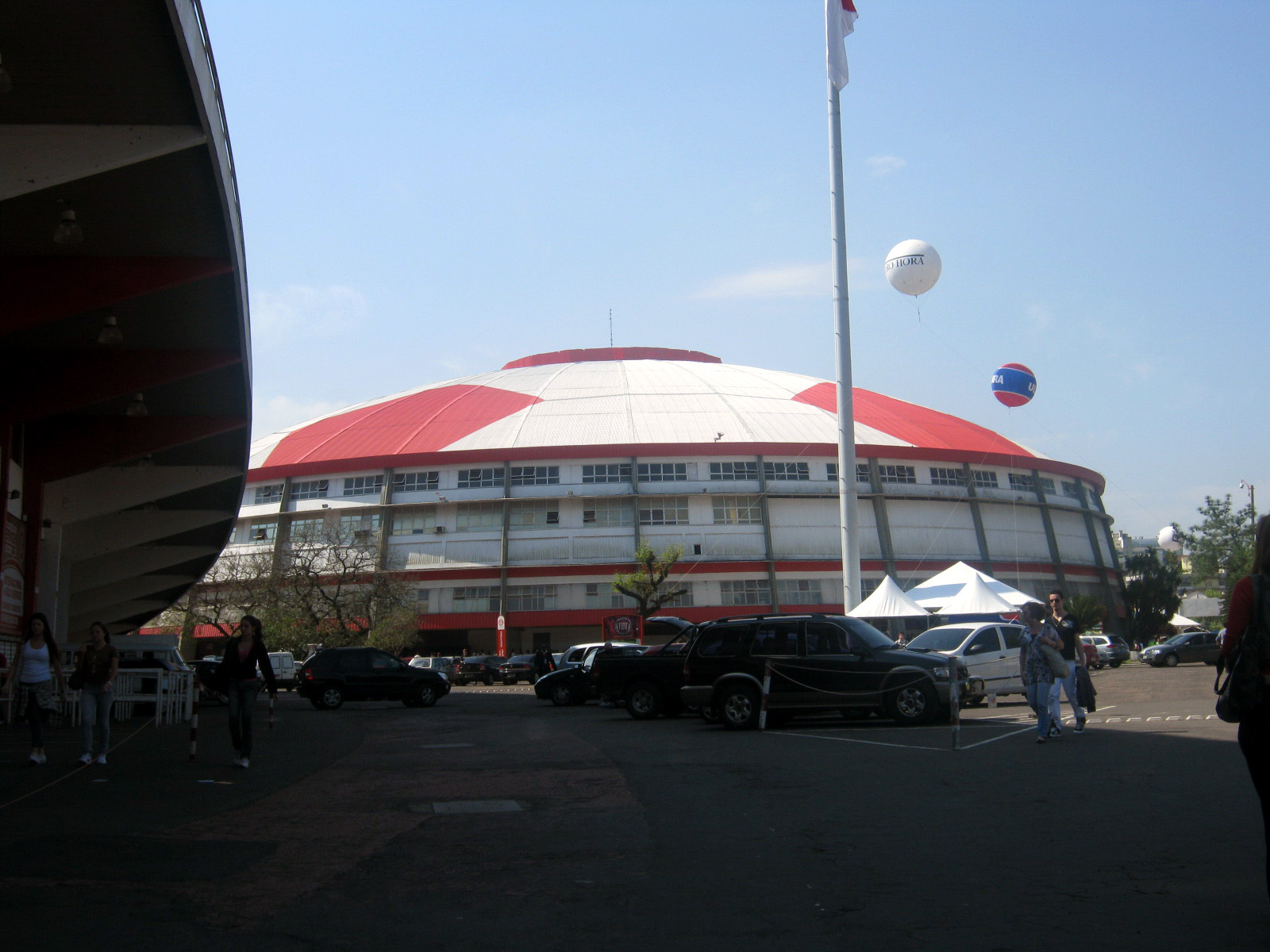
Visão lateral do Gigantinho.

- Engenheiros do Hawaii (1985, 1989, 1990, 1991)
- Elba Ramalho
- Elis Regina (1981)
- Gilberto Gil
- Ivete Sangalo (2008)[12]
- Jota Quest
- Legião Urbana (1985, 1988, 1990 e 1994)
- Luan Santana (2011)
- Mamonas Assassinas (1995)
- Ney Matogrosso (1981, 1982 e 1984)
- O Rappa
- Paralamas do Sucesso (1999)
- Raimundos (1994)
- Raul Seixas e Marcelo Nova (1989)
- Rita Lee
- Roberto Carlos (2007)
- Roupa Nova
- Sandy & Junior
- Secos e Molhados (1973)[13]
- Sepultura (1994 e 2003)[14]
- Shaman (2005)[15]
- Titãs (1985, 1988, 1989, 1993, 1997, 1998 e 1999)

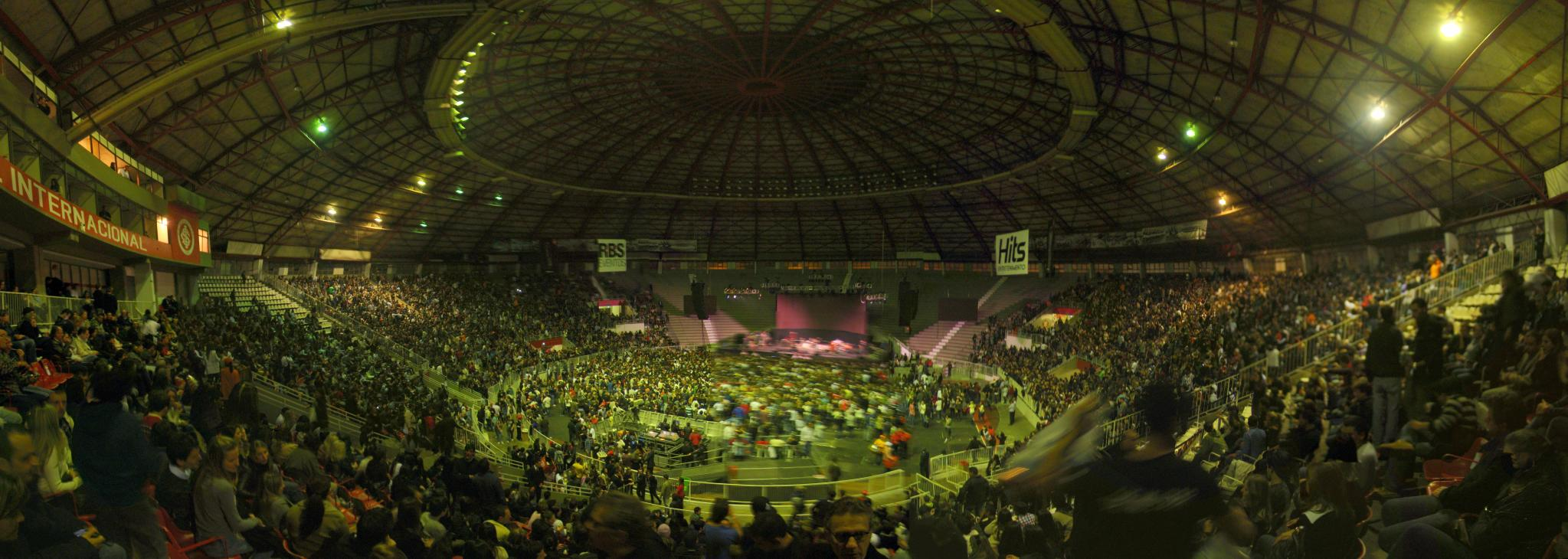
Ginásio Gigantinho durante apresentação do cantor estadunidense Jack Johnson, em 2011.

- Tuatha de Danann
- Ultraje a Rigor
- Victor & Leo (2008)[16]
- Xuxa (2008[17], 2004)

### Internacionais
- A-Ha (1991 e 2002)
- Avril Lavigne (2005)[18]
- B. B. King (1986)[19]
- Bad Religion (2004)[20]
- Ballet Bolshoi
- Bill Halley
- Black Sabbath (1992)[21]
- Bob Dylan (1988)
- Circo de Moscou
- Deep Purple (1991[22], 2003[14][22] e 2006[22])
- Destruction (2005)[15]
- Disney on Ice (2008 - musical)[23]
- Echo & the Bunnymen (9 de maio de 1987)
- Erasure (1990)
- Eric Clapton (16 de outubro de 1990)
- Evanescence (2007)[24]
- Faith No More (27 de setembro de 1991)
- Genesis (10 e 11 de maio de 1977)[25]
- Green Day (2010)[26]
- Hanson (2000)[27]
- Harlem Globetrotters (2008)[28]
- Hillsong United (2009)[29]
- Hoodoo Gurus (1995)
- Iron Maiden (1992 e 2008)[30]
- Jack Johnson (2011)[31]
- James Taylor (1986)
- Jonas Brothers (2010)
- Judas Priest (2005)[32]
- Kiss (2012)[33]
- Laura Pausini (1997)[34]
- Lauren Harris (2008)[30]
- Leon Russell & Edgar Winter (1987)
- Linkin Park (2012)[35]
- Living Colour (2004)[36]
- Mark Knopfler (2001)[37]
- Menudo (1984)
- Mudhoney (2001 e 2005)[38]
- New Order (1988)[39]
- Nightwish (2005)[15]
- Oasis (2009)[40]
- Ozzy Osbourne (2011)[41]
- O Mágico de Oz (musical)
- Pearl Jam (2005)[38]
- Rage (2005)[15]
- Ramones (1991 e 1994)
- Ray Conniff (1979)[42]
- RBD (2006 (2 shows), 2007)[43]
- Red Hot Chili Peppers (2002)[44]
- Rick Wakeman (1975)[25]
- Ringo Starr (2011)[45]
- Robert Plant (2012)[46]
- Roxette (1992)
- Santana (2006)[47]
- Scorpions (2005[15], 2019)
- Skid Row (1993)
- Thalía (2013)
- The 69 Eyes (2005)[15]
- The Australian Pink Floyd (2005)[48]
- The Cure (1987)[49]
- The Hellacopters (2003)[14]
- The Offspring (2004)[50]
- Van Halen (1983)[51]
- Whitesnake (2005)[32]
- Information Society (1991)
- Queen + Adam Lambert (2015)
- Quiet Riot (1985)
- Motorhead (1989)
- Jethro Tull (2 de agosto de 1988 e 8 de setembro de 1990)

### Museu Vicente Rao
Dentro do Gigantinho fica localizado o Museu Vicente Rao.
Seu nome é uma homenagem ao primeiro Rei Momo oficial de Porto Alegre. Os vinte e dois anos de seu reinado (entre 1950 e 1972), são contadas neste local.
Do acervo do museu constam fantasias, adereços e cerca de mil e oitocentas fotos e correspondências, entre outros objetos do arquivo pessoal de Vicente Rao. O homenageado, histórico torcedor do Sport Club Internacional, foi o criador da primeira escolinha de futebol deste clube, assim como também da primeira torcida organizada do Rio Grande do Sul, denominada Camisa 12.